# Bernardo Arias
Bernardo Arias (Peru, 20 de agosto de 1942) é um ex-ciclista peruano que competiu no contrarrelógio por equipes (100 km) durante os Jogos Olímpicos de Munique 1972.